# 2-Метилпропанова кислота
2-мети́лпропа́́нова кислота́ (ізобутанова кислота) ― органічна сполука з класу карбонових кислот. За стандартних умов є рідиною, що розчиняється в воді.

## Отримання
2-метилпропанову кислоту отримують взаємодією пропілену, карбон монооксиду та води за температури від 80 °C до 160 °C. Каталізатором у цій реакції є гідроген флуорид:
{\displaystyle {\ce {H3C-CH=CH2 + CO + H2O ->[HF]H3C-CH(CH3)-COOH}}}

## Хімічні властивості
Вступає в реакції, характерні для карбонових кислот. Наприклад, при взаємодії з тіонілхлоридом утворюється її хлорангідрид:
{\displaystyle {\ce {2C3H7COOH + SOCl2 -> 2C3H7COCl + SO2 + H2O}}}
При взаємодії з бромом у присутності червоного фосфору утворюється бромангідрид 2-бром-2-метилпропанової кислоти:
{\displaystyle {\ce {(CH3)2CHCOOH + Br2 -> (CH3)2CBrCOBr + H2O}}}

## Застосування
Застосовується для виготовлення засобів для чищення та прання, а також парфумів.